# 류중일
류중일(柳仲逸, 1963년 4월 28일 ~ )은 전 한국 프로 야구 삼성 라이온즈의 내야수이자, 전 대한민국 야구 국가대표팀의 감독이다.

## 선수 시절

### 아마추어 시절
경북고 3학년 재학 때 서울종합운동장 야구장 개장 기념으로 열렸던 부산고와의 우수 고교 초청 대회 결승전에서 투수 김종석을 상대로 개장 1호 홈런을 기록했다. 1981년 봉황대기 미기상, 경북고 주장을 맡은 1982년에 대통령배 감투상, 대붕기 최우수선수상을 수상했다. 한양대 체육학과 시절 1985년 ~ 1986년에 3학년, 4학년 때 대학야구 올스타 유격수로 선정됐다.

### 삼성 라이온즈시절
한양대학교 체육학과 졸업 후 1987년 1차 2순위 지명을 받아 입단(계약금 2,000만원, 연봉 1,200만원)하여 견고한 수비를 바탕으로 팀 성적에 기여했다. 유격수로 주로 출장했고 골든 글러브(유격수 부문)를 2번 받았다. 현역 시절에는 2루수 강기웅과 함께 키스톤 콤비가 막강했다는 평가를 받았다. 하지만 현역 시절에는 단 한 번도 한국시리즈 우승을 경험하지 못했다.

## 야구선수 은퇴 후

### 삼성 라이온즈코치 & 감독 시절
2006년·2009년 WBC 및 2010년 광저우 아시안 게임 국가대표팀 코치로 발탁됐다. 1999년을 마지막으로 현역에서 은퇴하고 2000년부터 김용희, 김응용, 선동열이 감독이었을 당시 밑에서 코치로 보좌한 후 2010년 12월 30일 선동열이 경질되자 2011년 1월 5일에 감독으로 취임했다. 그가 감독으로 부임하며 팀은 오랜만에 프랜차이즈 스타 출신 감독을 맞이했다. 감독 부임 첫 해인 2011년에 정규 리그 우승과 2011년 한국시리즈 우승을 확정지으며, "야구 대통령"을 줄인 '야통'이라는 별명을 얻었다. 한국 챔피언 자격으로 참가한 2011년 아시아 시리즈에서 일본 챔피언 소프트뱅크를 꺾고 한국 프로 야구 팀 최초로 아시아 시리즈 우승을 차지했다. 2012년 역시 정규 리그 우승과 2012년 한국시리즈 우승을 이뤄냈다. 2013년 정규 리그 우승과 2013년 한국시리즈 우승 후 2013년 WBC 국가대표팀 감독으로 발탁됐으나 1라운드에서 탈락했다. 2013년 시즌 후 계약 기간 3년의 조건으로 계약금 6억원, 연봉 5억원 등 총액 21억원에 재계약했다. 2014년 인천 아시안게임 국가대표팀 감독으로 발탁돼 2013년 WBC 1라운드 탈락의 쓰라림을 딛고 우승을 이뤄냈다. 2014년에 정규 리그 우승과 2014년 한국시리즈 우승을 이끌며 팀의 사상 최초 통합 4연패를 달성했고, 2015년까지 5년 연속 정규 리그 우승의 새 역사를 썼지만, 2015년 한국시리즈 개최 전, 3명의 투수가 해외 원정 도박 파문을 일으켜 엔트리에서 제외돼 2015년 한국시리즈 우승을 두산 베어스에게 내줬다. 2016년에는 박석민, 나바로, 채태인이 이적했고, 외국인 선수 농사 실패, 선수들의 줄부상과 부진으로 팀 최초 9위를 기록하자 2016년 10월 15일에 김한수에게 감독직을 넘기고 기술 고문을 맡게 됐다.

### LG 트윈스감독 시절
2017년 10월 3일 정규 시즌 최종전에서 계약 기간 3년에 총액 21억원(계약금 6억원, 연봉 5억원)에 계약하며 12대 감독으로 선임되었다. 재임 기간 중 2년 연속 4위를 기록하며 포스트 시즌에 진출했으나 준플레이오프에서 탈락하며 2020년 11월 6일에 사퇴했다. 그의 후임으로는 당시 팀의 수석코치였던 류지현이 선임되었다.

## 등번호

### 선수 시절
- '1' (1987년 ~ 1999년, 삼성 라이온즈)

### 코치 및 감독 시절
- '75' (2000년 ~ 2016년, 삼성 라이온즈 / 2018년 ~ 2020년, LG 트윈스)

## 통산 기록
| 연도 | 소속   | 타율  | 경기 | 타수 | 득점 | 안타 | 홈런 | 루타 | 타점 | 도루 | 4구 | 사구 | 삼진 | 병살 | 비고                         |
| ---- | ------ | ----- | ---- | ---- | ---- | ---- | ---- | ---- | ---- | ---- | --- | ---- | ---- | ---- | ---------------------------- |
| 1987 | 삼성   | 0.287 | 104  | 352  | 57   | 101  | 2    | 128  | 28   | 8    | 39  | 3    | 34   | 8    | 골든 글러브 유격수 부문 수상 |
| 1988 | 삼성   | 0.302 | 47   | 116  | 18   | 35   | 0    | 42   | 11   | 5    | 11  | 0    | 15   | 1    |                              |
| 1989 | 삼성   | 0.246 | 113  | 329  | 39   | 81   | 5    | 117  | 38   | 14   | 31  | 2    | 56   | 4    |                              |
| 1990 | 삼성   | 0.311 | 120  | 425  | 70   | 132  | 6    | 182  | 45   | 23   | 50  | 10   | 55   | 6    |                              |
| 1991 | 삼성   | 0.285 | 90   | 344  | 59   | 98   | 5    | 135  | 45   | 19   | 34  | 4    | 54   | 10   | 골든 글러브 유격수 부문 수상 |
| 1992 | 삼성   | 0.211 | 104  | 294  | 43   | 62   | 5    | 91   | 27   | 8    | 35  | 3    | 42   | 6    |                              |
| 1993 | 삼성   | 0.281 | 107  | 377  | 58   | 106  | 8    | 145  | 45   | 6    | 57  | 3    | 44   | 9    |                              |
| 1994 | 삼성   | 0.328 | 36   | 131  | 22   | 43   | 4    | 69   | 22   | 5    | 16  | 2    | 19   | 4    |                              |
| 1995 | 삼성   | 0.226 | 64   | 155  | 11   | 35   | 0    | 48   | 10   | 2    | 8   | 3    | 27   | 2    |                              |
| 1996 | 삼성   | 0.245 | 111  | 355  | 37   | 87   | 2    | 110  | 35   | 13   | 40  | 4    | 66   | 6    |                              |
| 1997 | 삼성   | 0.242 | 79   | 215  | 34   | 52   | 8    | 89   | 34   | 1    | 23  | 2    | 43   | 4    |                              |
| 1998 | 삼성   | 0.200 | 64   | 140  | 14   | 28   | 0    | 36   | 13   | 4    | 13  | 1    | 38   | 1    |                              |
| 1999 | 삼성   | 0.233 | 56   | 60   | 13   | 14   | 0    | 15   | 6    | 1    | 6   | 1    | 14   | 1    |                              |
| 통산 | 13시즌 | 0.265 | 1095 | 3293 | 475  | 874  | 45   | 1207 | 359  | 109  | 363 | 38   | 507  | 62   |                              |